# EX-371
La carretera EX-371 es de titularidad de la Junta de Extremadura. Su categoría es local. Su denominación oficial es   EX-371 , de   N-630  a Torrejoncillo.